# Oopsis zitja
Oopsis zitja är en skalbaggsart som beskrevs av Dillon 1952. Oopsis zitja ingår i släktet Oopsis och familjen långhorningar.
Artens utbredningsområde är Fiji. Inga underarter finns listade i Catalogue of Life.